# Bé fungible
Els béns fungibles són una classificació dels béns utilitzada en el dret en dos sentits: com aquells que no es poden usar conforme a la seua naturalesa si no es consumeixen (també coneguts com a béns consumibles), i com aquells que tenen el mateix poder deslliurador, és a dir, que es miren com equivalents per a extingir obligacions.
El cas més típic de bé fungible és el diners, però s'engloben en aquesta categoria tots aquells béns mobles que es consumeixen (gasten o desapareixen) per al seu posseïdor amb el primer ús, encara que poden mantenir la seua existència física.

## Importància de la classificació
Donades les seues característiques especials, existeixen regulacions específiques per a contractes l'objecte de la qual són béns fungibles. Tal és el cas de l'arrendament, el contracte d'usdefruit o el dipòsit.
Açò és així perquè normalment no es pot restituir un bé fungible després del seu ús, atès que ja s'ha consumit, i l'obligació passa a ser la de restituir la mateixa quantitat i qualitat de béns equivalents.

## Regulacions per país

### Estat espanyol
Al Regne d'Espanya, la definició de béns fungibles es troba en l'article 337 del Codi Civil, segons el qual són béns fungibles aquells que no pot fer-se l'ús adequat a la seua naturalesa sense que es consumen.
Existeixen especialitats en els contractes de compravenda, arrendament, préstec o usdefruit, entre d'altres, quan l'objecte del contracte són béns de caràcter fungible.